# ゲイ用語
ゲイ用語（ゲイようご）とは、男性同性愛者（ゲイ）や両性愛者の間で用いられる言葉である（符牒も参照）。ゲイ用語の中には、世間に広まっている用語もあるが、その用語の意味や用語自体を知らないというゲイもいる。また性風俗の業界用語や地方限定の言葉もあるなど、必ずしも全てのゲイが使用するとはいえず、ゲイ用語が「ゲイの共通語」であるとは限らない。
女性同性愛者間の符牒は、レズビアン用語を参照。

## 日本語圏

### 英数字
A
肛門（英：anal・anus）のこと。ゲイ雑誌の文通欄などで、限られた文字数内で相手にメッセージを伝えるために使用する。
Badi（バディ）
日本のゲイ雑誌。主にスジ筋体型の若者をターゲットにしている。元編集者にマツコ・デラックスがいる。→『Badi』
Bara
海外では日本のゲイの創作作品は「Bara」（en）と呼ばれている。語源は日本のゲイ専門誌「薔薇族」から。
D
｢デブ」の略。Sの対義語で、全体的に体が太っている人のことを表す。
DD
日本における「デブ専デブ」の略。自身が太めの体型で、なおかつ太めの体型の男性が好きな人のこと。
G
ゲイの略。
GLBT（ジーエルビーティー）
ゲイ・レズビアン・バイセクシュアル・トランスジェンダーのアルファベットの頭文字を並べたもので、性的少数者全般を指す言葉である。→GLBT（LGBTとも）
GMPD
ガッチリ・ムッチリ・ポッチャリ・デブのアルファベット頭文字を並べた言葉。
GMPDK
GMPDから派生したガッチリ・ムッチリ・ポッチャリ・デブ・巨デブのアルファベット頭文字を並べた言葉。
G-men（ジーメン）
日本のゲイ雑誌。主にガッチリ・ガチムチ体型やイモ系・熊系をターゲットにしている。→『G-men』
J官
自衛官のこと。
K官
警察官のこと。
LGBT（エルジービーティー）
レズビアン・ゲイ・バイセクシュアル・トランスジェンダーのアルファベットの頭文字を並べたもので、性的少数者全般を指す言葉である。→LGBT（GLBTとも）
nm
生。コンドーム等を使用しない事。特定されているパートナーで推奨される行為。
P
陰茎（英：penis）のこと。ゲイ雑誌の文通欄などで、限られた文字数内で相手にメッセージを伝えるために使用する。
PROPAGANDA（プロパガンダ）
渋谷区に本社を置くアパレル会社。ゲイ受けするデザインとなっている。ゲイ雑誌上のグラビアやゲイビデオなどで、男性モデルが下着などを着用している。
S
スリム（英：slim）の略。Dの対義語で、全体的に体が細いことを表す。また、同音異義語として、（サポート交際）の意味合いとしても用いられる。
SAMSON（サムソン）
日本のゲイ雑誌。デブ専・フケ専をターゲットにしている。→『SAMSON』
SG（エスジー）
「スーパーがっちり」（Super Gacchiri）の略。ゲイ雑誌『G-men』が提唱した体型タイプの名称で、1990年代半ばから2000年代初頭までゲイの間でよく使われていた。厳密に定義されておらず、SG系の解釈は個人によって様々であった。

### あ行
穴
肛門のこと。
アナル
肛門のこと。肛門を意味する「アヌス」（英：anus）の形容詞形（英：anal）。
アナルセックス
男性同士による性行為において、一方の男性の陰茎を、もう一方の男性の肛門に挿入すること。ゲイにおける性行為では、必ずしもアナルセックスが行われるとは限らない。→アナルセックス
アナルビーズ
アナルに挿入する、複数の玉が一連に繋がった形状をしている性具。アナルパールともいう。→アナルビーズ
アナルローズ
アナルセックスやフィストファックにおいて、脱肛した直腸がバラの花のようにひだを重ねた形になった状態のこと。
兄貴
精神的にも外見上も男らしい年上のゲイ。外見が男らしくてもオネエ言葉を使用するなど、言動によっては「姐さん（ねえさん）」と形容されることがある。
イカニモ
ステレオタイプなゲイの外見をしている男性のこと。がっちりした体格に、短髪・髭を生やし、アバクロンビー&フィッチ、カンタベリー・オブ・ニュージーランド、ギャップ、トミーヒルフィガー、ザ・ノース・フェイス、ラルフ・ローレンなどといったブランドの衣服を着用した外見が、ゲイのステレオタイプのひとつとされている。ゲイの間では、必ずしも否定的な意味で使われるわけではない。主なアイテムに、キャップ、迷彩のカーゴパンツ、ワークブーツ、ローライズジーンズ、チェックのシャツ、ダウンジャケット、タンクトップなどがある。
イカホモ
イカニモの別称。
イケメン
ゲイから好感を持たれる外見をしている男性のことを差す。ゲイの嗜好は多種多様なので、個人によってイケメンの定義は異なる。1990年代中盤から『G-men』などが使用している。→イケメン
イケる
性的に好感が持てること。または好みのタイプであること。
イモ系
一重まぶたで眉毛が太い・垢抜けていない・ごつい・それほど整っていない顔をした男性のこと。体型がガッチリ・ずんぐりむっくりしていることを条件に入れる場合もある。素朴・朴訥な男性の意味で使われることもある。
ウールニング（Urning）
ドイツ語で男性同性愛者を意味し、ドイツの法律家で同性愛者の活動家、カール・ハインリッヒ・ユルリクス（de）が名付けたもの。同性愛を連想する逸話があるギリシャ神話の天空神ウーラノスが語源。リヒャルト・フォン・クラフト＝エビング著『性的精神病理』で使われて広まった。
受け(ウケ)
性行為において受動的なこと、若しくはアナルセックスで陰茎を挿入される側のこと。ネコといっても必ずしもアナルセックスをするとは限らない。
類似語：ネコ・右
対義語：タチ・攻め(セメ)・左
ウラニズム
かつて医学的に男性同性愛はこう呼ばれていた。
売り専
ゲイ向け風俗店で働く人、もしくはその店を指す。通常はバー形式で営業しており、ボーイを連れて外出できる。また、店の奥や店外のマンション等に性行為を行うための部屋が備えられている場合もある。似ている業態に個室ホストや出張ホストがあるが、こちらはバーを運営しているわけではない。
狼系（おおかみけい）
普通・スリム体型で体毛が濃い男性を指す。
オケ専（おけせん）
性的興奮の対象として、高齢者（後期高齢者）が好みである人のこと。「オケ」とは「棺桶に近い年齢」という意味であり、転じて高齢者を指す。
類義語：フケ専
雄（おす）
男らしさを強調するために用いる接頭辞。雄野郎・雄マラ・雄汁・雄穴・雄マン・雄膣・雄交尾など、使用例は様々である。
雄汁（おすじる）
精液のこと。
オネエ
ゲイの中でも、立ち居振る舞いが女性的なゲイのこと。またはオネエ言葉を使うゲイのことを指す。「姐さん」とも呼ばれることがある。ゲイの全てがオネエではなく、オネエはゲイの一部である。
オネエ言葉
一部のゲイが使用する、女性のような言葉遣いのこと。但し、全てのゲイがオネエ言葉を使うわけではない。→オネエ言葉
オネハ
「オネエハウス」の略称で、ゲイナイトで流れるディーバ系の女性ボーカルをフィーチャーしたハウスミュージックを指す。
オラオラ系
運動部的な雰囲気およびそういう雰囲気を持つ人。特にセックスの時に運動部的な言動、ノリ、様式を好む人を指す。より具体的には言葉や行動で荒々しく責めたてる嗜好のこと。類語→体育会系
オラネコ
セックスの際にオラオラ系のノリで絡み、又は責め立てるが、アナルセックスにおいては受身である人のこと。

### か行
会員制
ゲイバーはドアや看板などに会員制を掲げているが、実際はゲイであれば会員登録をすることなく自由に入店できる。「会員制」を掲げるのは、女性客やゲイバーであることを知らないノンケが入店しないようにするためである。女性客やノンケの来店を歓迎する観光バーは、その限りではない。
外出
未会計のままゲイバーから途中退出して、他の店舗へ遊びに行くこと。帰ってきて飲み直すことも可能である。また、クルージングスペースでも外出できるところがある。無料の場合もあれば、外出料が発生する場合もある。
外専（がいせん）
性的興奮の対象として、主に欧米系の白人を好むこと。
顔専（かおせん）
性的興奮の対象として、年齢や体型よりも顔を重要視している人のこと。
体専（からだせん）
性的興奮の対象として、顔よりも体格のよさを重視している人のこと。「ガタイ専」とも言う。
ガチデブ
筋肉がありつつも脂肪の割合が多い体格をした男性のこと。ガッチリやガチムチとの明確な境界はなく、定義や分類は個人によって異なる。
ガッチリ
骨太で肉付きの良い体格をした男性のこと。ガチムチやガチデブとの明確な境界はなく、定義や分類は個人によって異なる。
ガチムチ
骨太で肉付きの良い体格をした男性のこと。ガッチリ・ムッチリの略。ガチデブやガッチリとの明確な境界はなく、定義や分類は個人によって異なる。
ガッチビ
小柄で筋肉質で体格の良い男性のこと。ガッチリしたチビの略。
ガテンフェチ
土工・鳶職・配管工など、土木建築系の肉体労働者にフェティシズムを感じる人のこと。
兜合わせ
男性の亀頭同士をすり合わせる性行為。→兜合わせ
ガマン汁
尿道球腺液のこと。射精を我慢している状態の時に尿道から出てくるのでこの名前がついた。
カミングアウト
ゲイ・バイであることを告白・公表すること。→カミングアウト
対義語：クローゼット
カモフラージュ
ゲイと思われないために作る見せかけの彼女のこと。または、社会的に体裁を保つために偽装結婚すること。
ガリ
痩せた体型の男性に対する蔑称。
かわいい
性的に好感が持てる男性を指す言葉。イモ系・熊系などの男性的な外見の場合も、性欲の対象として魅力的であれば「かわいい」と表現する。
観光バー
ゲイバーのうち、女性やノンケの来店も歓迎している店舗のこと。
ガン掘り
激しいアナルセックスのこと。
キメる
麻薬や脱法ドラッグなど薬物を乱用した状態のことを指す。
競パン
男性用水着である競泳用パンツの略。
巨デブ専
性的興奮の対象として、一般的なデブを大きく凌駕するほど肥え太っている人が好きな人。
虚デブ
日常生活に支障が出るほど肥え太っている男性に対する蔑称。
クィア理論
性的少数者に関する理論。→クィア理論
熊系
髭を生やし、体毛が濃く、ずんぐりとした体型の男性を指す。ベアともいう。→熊系
組合員
ゲイが他のゲイを指すときの隠語。「お仲間」「こっちの人」とも言う。身長、体重、年齢を表す7桁ないし8桁の数字のことが「組合員コード」と呼ばれることもある。
クルージングスペース
有料発展場のこと。入場の年齢制限や、下着のみ・ユニフォーム・競泳パンツ・全裸など、日によって利用する際の服装が決まっている場合がある。→クルージングスペース
クローゼット
ゲイであることを秘密にすること。→クローゼット (性的指向)
対義語：カミングアウト
食われノンケ
性処理のために、公衆便所などでゲイにフェラチオさせたりする異性愛男性のこと。
㚻（き、けい、け）
男色。男子が男子に淫すること。
ゲイ雑誌
ゲイをターゲットにした雑誌。ゲイビデオのレビュー・ゲイ漫画・ゲイ小説・文通欄・その他ゲイカルチャーの紹介など、ゲイに関連した様々な情報が掲載されている。→ゲイ雑誌
ゲイナイト
ゲイのクラブイベントのこと。ゲイのみ参加可能なイベントが多く、その場合フライヤーなどには、「ゲイオンリー」や「メンオンリー」などと書かれている。ゲイのDJ、ゴーゴーボーイやドラァグクイーンと呼ばれるパフォーマーらが会場内を盛り上げることもある。イベントによって上半身裸・競パンやふんどし・スーツ・ガテン系など、服装が指定されていることがある。また、リーマン系、スポーツマン系、ジャニーズ系、ガチムチ系や熊系、デブ専系など、趣味嗜好ごとのゲイナイトも開催されている。
ゲイバー
ゲイ専用のバー。「会員制」の文字が掲げられているゲイバーは、ノンケや女性の入店を断っている。店の裁量で入店できる場合や、観光バーはこの限りではない。→ゲイバー
ゲイバッシング
同性愛を不道徳として非難・嫌悪したり、ゲイなら訴え出ないだろうと見越した上でゲイに対して恐喝や暴行を行うこと。ホモフォビアやヘイトクライムの一種である。
ゲイパレード
LGBTによるパレード形式のイベント。日本国内では、東京・大阪・札幌などの大都市で開催される。→ゲイ・パレード
ゲイビーチ
ゲイが集まる海岸のこと。隠れた岩場のような所が多い。水着・ふんどし、もしくは全裸のゲイが日光浴をしている。発展場も兼ねているケースもある。
ゲイビデオ
男性のオナニーや、男性同士の性行為を撮影したアダルトビデオのこと。→ゲイビデオ
ゲイ漫画
男性間の同性愛をテーマにした漫画。主にゲイ雑誌に掲載されている。女性読者向けのボーイズラブ・やおいは含まれない。→ゲイ漫画
ゲイ小説
男性間の同性愛をテーマにした小説。主にゲイ雑誌に掲載されている。女性読者向けのボーイズラブ・やおいは含まれない。→ゲイ小説
ケツ
一般に「ケツ」とは臀部のことであるが、ゲイ用語では肛門を指す場合が多い。
ケツ掘りブランコ
クルージングスペースなどに設置されている、低めのハンモックのような設備のこと。ウケはケツ掘りブランコに乗って股を広げながらタチが来るのを待つ。そして、タチはブランコを揺するようにウケとアナルセックスをする。
ケツマンコ
男性の肛門のこと。略してケツマンとも言う。アナルセックスで陰茎を挿入する男性の肛門を女性器に見立てて表現した言葉である。雄マン・雄マンコ・雄膣などとも表現される。
ケツワレ
ジョックストラップのこと。フェティシズムの対象となっている。ゲイビデオやゲイグラビアでモデルが着用する。
交尾（こうび）
性行為のこと。
ゴーグルマン
ゲイビデオの中で、モデルに対してアナルセックスのタチを行う人物のこと。水泳のゴーグルを着用して素顔を隠している場合が多いのでこの名前が付いた。あくまでもメインのモデルはウケを行う人間で、ゴーグルマンは脇役に徹する黒衣である。
ゴーゴーボーイ
ゲイナイトなどで露出度の高い衣装を着用し、舞台の上などで踊るパフォーマーのこと。ドラァグクイーンとは異なり女装はせず、男性の性的魅力を前面に出したパフォーマンスをする。単に「ゴーゴー」とも呼ばれる。→GOGO BOY
コックリング
陰茎の根元にはめるリング。装着することにより圧迫感を得て、より強い勃起を長時間維持し、さらに快感を増す目的がある。素材は革・プラスチック・ゴム・金属など多種にわたる。サイズも様々である。→コックリング
昆虫
腕や足は細いが腹が出ている中年太りのような体型の人に対する蔑称。

### さ行
サーファー系
サーファーのステレオタイプである、髪型がセミロング又はロングの茶髪で、肌は通常よりも浅黒いスジ筋の男性を指す。
サオ
陰茎のこと。
盛る（さかる）
性行為をすること。恥も外聞も捨てて欲望の赴くまま性行為することを「ノリよく盛る」などと表現する。
サポ
サポート交際、すなわち援助交際のこと。出会い系サイトの掲示板で使用される。「サポします」は、「体を売ります」の意味。さらに短く、「サ」とも略される。
猿系
サルのような容姿をしている男性のこと。一重まぶたで、短髪を茶色に染髪している外見がステレオタイプとなっている。
ジャニ系
ジャニーズ系美少年・美青年のこと。ギャル男やお兄系を含めて言う場合もある。
シャワ浣（しゃわかん）
シャワー浣腸の略。アナルセックスをする前に、シャワーを使って直腸内を洗浄することを指す。シャワーのハンドグリップ部分を取り外し、ホースを直接肛門に当てて洗浄を行う。クルージングスペースによっては、通常のシャワーの他に、先端にアナル専用のプラグがついたホースが用意してある場合がある。
出張
地方のゲイバーが、大都市のゲイバーの一角を借りて営業を行うこと。一種のゲイバー間のコラボレーションである。
趣味女（しゅみじょ）
「趣味女装」の略。個人的嗜好で女装をすること。
女装子（じょそこ）
女装する男性のこと。
スジ筋（スジきん）
体型は細いが、そこそこ筋肉がある人のこと。スリ筋とも言う。一般的に水泳・陸上短距離選手・ボクシング選手などのアスリートや、それに近い、逆三角形で皮下脂肪の少ない、腹筋の割れた体型を指す。「スジ筋」は1990年代初頭にゲイ雑誌『薔薇族』のイラスト付きエッセイの中で、ごく小さく発表された。当初は、オフシーズンのボディビルダーのような、筋肉のカットが甘いバルキーな体型を指す「マッチョ」に対して、皮下脂肪が少なく、筋肉のカットがくっきりした陸上短距離選手のような体型を指していた。その後、現在のような体型を表す言葉として定着した。2000年代以降に登場した「細マッチョ」もほぼ同義だが、ゲイに限った用語ではない。
セーフ
セーファーセックスの略。
セフレ
セックスフレンドの略。
攻め(セメ)
性行為において主動的なこと、若しくはアナルセックスで肛門に陰茎を挿入さる側のこと。タチといっても必ずしもアナルセックスをするとは限らない。
類似語：タチ
対義語：受け(ウケ)・ネコ
-専
何かしらのタイプが専門的に好きな人のこと。デブ専・フケ専・顔専・誰専など、広く応用されている。ただし、売り専はこの意味ではない。
セーラー戦士
自身が同性愛者であることを隠すために、周りの男性を同性愛者だと言いふらす人の通称。

### た行
尋ね人（掲示板）
発展場やゲイのイベント会場などで見かけた、タイプの男性を探す掲示板のこと。某ゲイ専用出会い系サイトのサービス名。相手や自分の外見的特徴など掲載して本人を探したり、目撃情報を募集したりする。（例：「◯月◯日、◯◯という発展場で赤いボクサーパンツを履いて、胸にタトゥーがある男性とHしました。もう一度会いたいので、もし見ていたらメール下さい」）。
タチ
男性同士のセックスにおいてリードする側、若しくはアナルセックスにおいて、肛門に陰茎を挿入する側の男性を指す。タチといっても必ずしもアナルセックスをするとは限らない。レズビアン用語でも性行為に能動的な側として使われる。
類義語：攻め(セメ)
対義語：受け(ウケ)・ネコ
種付け（たねつけ）
肛門内に射精すること。→肛内射精
誰専（だれせん）
同性であれば、外見などを気にせずに恋愛対象や性的対象にできる人のこと。または、好みがはっきり判らない人、好みが広い人のことも指す。
茶色い小瓶
ラッシュのこと。
チェック
ゲイバーで会計すること。「おあいそ」とも言う。人差し指を斜めに交差するジェスチャーで意思表示する。前払い制の飲み放題などの場合は該当しない。
チャンスボトル
ゲイバーを利用する客がキープしているボトルのうち、間もなく空になりそうなものを指す。スタッフ間の符牒。
デカマラ
→巨根
デビュー
初めてゲイバーに行く、初めて発展場に行く、初めてゲイと会う、初めて同性愛雑誌（ゲイ雑誌）を買う、初めて男とセックスするなど、初めて自分をゲイとして認識すること。
デブ専
性的興奮の対象として、太めの体型の男性が好きなこと。自身が太めの体型で、なおかつデブ専の場合は、SNSのプロフィールなどでDDと表記する。派生語として、体重100キロ以上の巨漢が好きな人を指すミケ専などがある。→肥満嗜好
堂山
堂山町のこと。新宿二丁目と共にゲイタウンとして知られ、大阪キタでゲイバーや売り専が多く集まるパークアベニュー堂山を中心としたエリア。
同窓会
日本テレビが放った日本初の本格的な連続ゲイドラマの名前。毎週水曜22時の放映時は、新宿二丁目が閑散となるなど多大な影響があった。→同窓会
トコロテン
陰茎を直接刺激せずに、肛門から前立腺の奥の精嚢を刺激することで射精すること。前立腺への刺激だけでは快感（ドライオーガズム）は得られても射精はしない。アナルセックスだけでなく、パートナーによる指や器具での刺激やオナニーでも可能である。全ての男性がトコロテンするわけではなく、個人差がある。
共食い
自身が太めの体型で、なおかつ太めの体型の男性が好きな人、いわゆるデブ専のデブを揶揄する言葉。
ドラァグクイーン
派手な女装をして、ゲイナイトやゲイパレードなどのイベントなどに出演する男性のこと。「ドラァグ」と略されることもある。性的満足のために女装をしているわけではなく、パフォーマンスとして女装する。→ドラァグ・クイーン
語句としての「ドラァグ」は、ヒューバート・セルビー・ジュニアのベストセラー『ブルックリン最終出口』によって知られるようになった。「ドラァグ」は、19世紀後半からオックスフォード英語辞典に掲載されている。

### な行
ナイト
ゲイナイトのこと。
仲通り
新宿二丁目のメインストリート。靖国通りから新宿通りにかけて、新宿二丁目を横断する200M強の通り。この通りを軸として、両側にゲイ向けのお店が広がっている。東京レインボー祭りもここで開催される。
流れ店子
働く店舗を転々とする店子のこと。
生掘り
コンドームを着用せずにアナルセックスをすること。
二丁目
新宿二丁目のこと。東京・新宿でゲイバーや売り専が多く集まる場所である。「ニチョ」と略して呼ばれることもある。最寄駅は、都営地下鉄新宿線・東京メトロ丸ノ内線・副都心線の新宿三丁目駅である。
ゲイアイドルの二丁目の魁カミングアウトを「ニチョ」、「ニチョハロ」などと呼ぶこともある。
ニベロ
カフェ・ベローチェの新宿二丁目店のこと。多くのゲイが集まる。ゲイの客層は若い世代が多い。新宿御苑のベローチェは「御苑ベロ」などと呼ばれる。
ネコ
ゲイやレズビアンのセックスで受動的な人のこと。またはアナルセックスにおいて、陰茎を肛門に挿入される側の男性を指す（ネコのゲイだからといってアナルセックスをするとは限らない）。
類義語：受け(ウケ)
対義語：タチ•攻め(セメ)
寝待ち
クルージングスペースやビデオボックスなどで、眠り込むか、寝たふりをして相手を待つこと。
ノースエ
ノーパン・スエットの略。下着をはかずにスエットパンツをはくこと。
ノンケ・のんけ
同性愛者からみた異性愛者（ヘテロセクシュアル）を指す隠語。英語圏ではストレート。同性愛の気（ケ）があること、即ち、「その“ケ”」に、「非」「無」などを意味する接頭語の「non」がついたもの。その気（け）がない（英：non）から来ている。日本では特に異性愛男性に用いられてきた。北夙川不可止は最古の用例は現代用語の基礎知識(1983)だとするが、これには見落としがあり、ゲイ雑誌ではもっと古くから使われていた（例：薔薇族1975年11月号「ノンケ紳士のゲイホテル潜入記」など）。対義語には、地方、特に大阪より西では、その気がある人、即ちゲイを「オケケ」といっていた時期があったが、二丁目など他の地域では普及しなかった。
同義語：ストレート - 英語圏における異性愛者を意味するスラング。

### は行
バイ
バイセクシュアルの略称で、両性愛者のこと。→両性愛
ハッテン
不特定の男性と、行きずりで性行為をすること。→ハッテン
ハッテン車両
混雑時に猥褻な行為が行われる鉄道車両を指す。公然わいせつ罪や威力業務妨害罪、迷惑防止条例違反に問われる可能性がある。
ハッテン場
→発展場
バニラ
肛門性交を伴わない性交渉のこと。キスやペッティング、フェラチオなどが主体となる。「淡白でつまらないセックスだった」「甘っちょろいプレイだった」という、ネガティブな意味合いも存在する。
薔薇（ばら）
語源は1961年刊行の写真集「薔薇刑」や1964年創刊の会員制ゲイ雑誌「薔薇」、又は1971年創刊の「薔薇族」などとされ、男性同性愛又は男性同性愛者のことを指す隠語として、1980年代頃まで使われることがあった。ノンケ男性向けエロ本に「あいつ、薔薇（ホモ）だから。」「仕方ねーな、薔薇（ホモ）は。ほれ、俺の見ろよ。」（女性を輪姦する不良グループにゲイがいて、彼のモノがその女性に反応しなかったため、ノンケ男がゲイにいった台詞）という風に、ホモとほぼ同義で使われたりした。また海外では日本のゲイの創作作品は「Bara」（en）と呼ばれている。
バリウケ
タチをまったくしないウケのこと。
バリタチ
ウケをまったくしないタチのこと。
バリリバ
ウケ・タチの両方が完全にできるリバのこと。
髭坊主（ひげぼうず）
丸刈りなどの短髪にラウンド髭などを生やしている外見の男性を指す。
ビデボ
ビデオボックスのこと。個室内でゲイビデオが視聴できるようになっているが、実際は発展場である。
夫夫（ふうふ）
適法の婚姻をした男性と男性。→夫夫
フォトメ
「フォト・メッセージ」の略。ゲイ専用の出会い系サイトに設置された画像掲示板のこと。顔や体の画像を自己紹介文に添えて掲載できる。
フケ専（ふけせん）
性的興奮の対象として、中年や高齢者の同性が好きな人（耳鼻科とも）。「フケ」とは「老けている」という意味である。高齢者を好きなタイプを「オケ専」ということもある。
フテ子
気位が高く品行が不良であるゲイのこと。
ブス
容姿が整っていない男性、または性的に好感が持てない男性を指す。性格が悪いことを指す場合もある。さらに親しいゲイの仲間同士で、親しみをこめて「ブス」という単語を使用する場合がある。
プロ
ゲイバーの店子をしている、ゲイビデオや雑誌のゲイグラビアに出演しているなど、ゲイとしての活動に慣れ浸っている人のこと。例として「プロ臭がする」など。
プロフィール
SNSや出会い系サイトなどで記入される自己紹介文で、主に身長・体重・年齢の3種類の数値を指す。
文通欄
インターネットが普及しておらず、ゲイ同士の出会いが限られていた時代に、ゲイ雑誌の主要なコンテンツのひとつに文通欄があった。利用者は、身長・体重・年齢などの外見的特徴や好みのタイプ、連絡先などを文通欄に掲載する。そして、文通欄に記載された多数のプロフィールの中から、気になる掲載者を見つけた読者が出版社に掲載者宛の手紙を出し、出版社が掲載者に手紙を転送をすることで交流を広げた。最盛期は50ページ近い文通欄があったが、現在はどのゲイ雑誌も文通欄の規模は縮小している。
ベア
熊系男性のこと。→熊系
ペニクリ
男性器をクリトリスに見立てた呼び方。性別適合手術を受けていないトランス女性やニューハーフ、またはそういった相手を性的対象にする人が主に使う。
ボーイ
ゲイ向け風俗店で働いている男性のこと。→男娼
北欧館
大阪堂山にあるゲイサウナ。
ホゲる
オネエ言葉を喋ること。またはオネエ系の言動をすること。
例：喋り方がホゲてる、歩き方がホゲてる、仕草がホゲてる、目がホゲてるなど
ポジ
HIV陽性（ポジティブ）の人のこと。なお性病に感染していることを知りながら性行為を行うことは傷害罪に問われることがある。
ホモバレ
ゲイであることがアウティングなどにより周囲に知られること。カミングアウトしていない場合に用いる。
ホモフォビア
同性愛または同性愛者に対して嫌悪感を抱く人。同性愛者が嫌いな同性愛者と、同性愛者が嫌いな異性愛者の2つの意味がある。ヘイトクライムに発展する場合もある。→ホモフォビア
関連：バイフォビア・トランスフォビア

### ま行
待ち子
クルージングスペースやゲイバーなどで、能動的にタイプを探したり声を掛けたりすることはせず、ただ受動的に待っているだけの人。あるいはその様子を言う。
類義語：ネコ
ママ
ゲイバーの店長のこと。「マスター」と呼ばれる場合もある。ママと呼ばれるか、マスターと呼ばれるかは、店長の精神性や店の方向性によって決まる。
マラ
陰茎のこと。「魔羅（マラ）」は、サンスクリットで諸悪の根源を表す「マーラ」の音訳である。
マンコ
一般的には女性器を指すが、ゲイ用語ではウケの肛門をケツマンコといい、略してマンコという時もある。→ケツマンコ。
女性に対する蔑称としても用いられる。
ミケ専（みけせん）
デブ専の中でも、100キロ以上（三桁＝みけた）の肥満男性が好きなことを指す。
店子（みせこ）
ゲイバーの店員のこと。
ミックスルーム
クルージングスペースの大部屋のこと。合宿所のように布団が並んでいる。
モロ感
「モロに感じる」の略で、性感がきわめてよいこと。主に肛門や乳首への刺激に対して用いる。

### や行
ヤバ交尾
HIV感染を目的に、HIVキャリアと性行為を行う事。
ヤリ捨て
性行為が終わったら、その後はそれっきりにして関わらないこと。
ヤリ友
セックスフレンドの別称。
ヤリ部屋
クルージングスペースのこと。
ヤリ目
出会い系サイトなどで友達や恋人を求めず、セックスのみを目的とすること。
ユニフェチ
ユニフォームフェチの略。野球・サッカー・ラグビーなど、スポーツのユニフォームにフェティシズムを感じる人を指す。
UU
医療用語「U=U」の略。
U=U
医療用語。適切なHIV治療を受けた結果、検出限界値未満＝HIV感染しないレベルに抑えられたこと。
ゆるぽ
ゆるくてぽっちゃりした体型の男性を差す。
妖精
HIV陽性（ポジティブ）のこと。
汚れ専
土木建築関係の仕事などに従事する肉体労働者、いわゆるガテン系が性愛の対象である人のこと。または、汗臭い男性に性的興奮を感じる人のこと。

### ら行
ラッシュ
脱法ドラッグの一つ。「茶色い小瓶」とも表現される。主に鼻から吸引すると頭の中が真っ白になるような感覚をもたらし、肛門括約筋を弛緩させる作用もあるためアナルセックスの際に用いた。現在は規制されている。→ラッシュ (薬物)
リバ
アナルセックスにおいて、ウケとタチ、両方が可能な人のこと。リバーシブル（英：reversible）からきている。個人の嗜好によって「ウケ寄りのリバ」「タチ寄りのリバ」「バリリバ」などと表現する。
レインボーフラッグ
1990年代から「虹」や「虹の旗」は、ゲイ・レズビアンなどのセクシュアル・マイノリティのシンボルとして使われている。→レインボーフラッグ
六尺（ろくしゃく）
六尺褌のこと。「男らしさ」「日本男児」のシンボルとなっている。六尺一丁になって酒が飲めることを売りにした「六尺バー」も存在する。

### わ行
訳知り
知人や友人から同性愛者であることを知っている異性愛者のこと。

## 英語圏
英語圏のゲイ・スラングも流行が早い。1960年代から1970年代にかけて "cottage" (英) や"tearoom" (米)は性行為のために使われる公衆トイレを意味する言葉として使われていた。前述の意味としてこれらの言葉は1999年時点には既にLGBTコミュニティにおいては流通しなくなっている。しかしながら、全ての言葉が一過性のものである訳ではなく、一部の言葉は世代を継いで使われている。
twink（トゥインク）
ゲイから見た若いスリムな男性。細マッチョ含む。ケーキ菓子「トゥインキー」が語源。類語：チキン（en）。
fag・faggot（ファグ、ファゴット）
ゲイを侮蔑する英語のスラング。
関連：ファグ・ハグ
homo
ホモセクシュアルのこと。英語でhomoと言う場合、強い侮蔑の意味を持つ。
Santorum
肛門性交により生じる、便と潤滑剤による泡状の混合物。同性愛者に対する差別発言を繰り返すリック・サントラムに抗議するために、ダン・サヴェージが定義を創り、自己のサイトで広めた。このサイトは彼の支援者のアクセスにより、“Santorum”のGoogle検索の結果で上位に表示されるようになった。（en:Campaign for "santorum" neologism参照）
bugchasing（バグチェイシング）
専らHIV陽性の人を探し出して、コンドーム無しでセックスすること。

### イギリス
20世紀の前半から約70年間ほどの間に、LGBTコミュニティの形成と共に都市部のゲイやレズビアンによって「ポラリ」（Polari）の独自進化が進んだ。
差異はあるものの、ポラリから現代のゲイ・スラングに引き継がれている言葉がある。
| ポラリを語源とするゲイ・スラング |                                            |
| 用語                             | 概要                                       |
| basket                           | 服を着た状態での男性の股間の膨らみ         |
| bumming                          | ゲイの性行為                               |
| chicken (gay slang)（en）        | 若い男性                                   |
| cottaging（en）                  | 公衆トイレで性行為を行うまたは見物する行動 |
| gym bunny                        | 見た目の為だけにトレーニングする人物       |
| zhoosh                           | スタイル                                   |

## 関連書籍
- Baker, Paul (2002). Fantabulosa, a dictionary of Polari and gay slang. Continuum. pp. 242 pages. ISBN 0826459617
- Rodgers, Bruce (1972). The Queens' Vernacular : a gay lexicon. Straight Arrow Books. pp. 265 pages. ISBN 0879320265